# Saint-Étienne-des-Champs
Saint-Étienne-des-Champs ist eine französische Gemeinde mit 126 Einwohnern (Stand: 1. Januar 2022) im Département Puy-de-Dôme in der Region Auvergne-Rhône-Alpes (vor 2016 Auvergne). Die Gemeinde gehört zum Arrondissement Riom und zum Kanton Saint-Ours (bis 2015 Pontaumur). 

## Weblinks

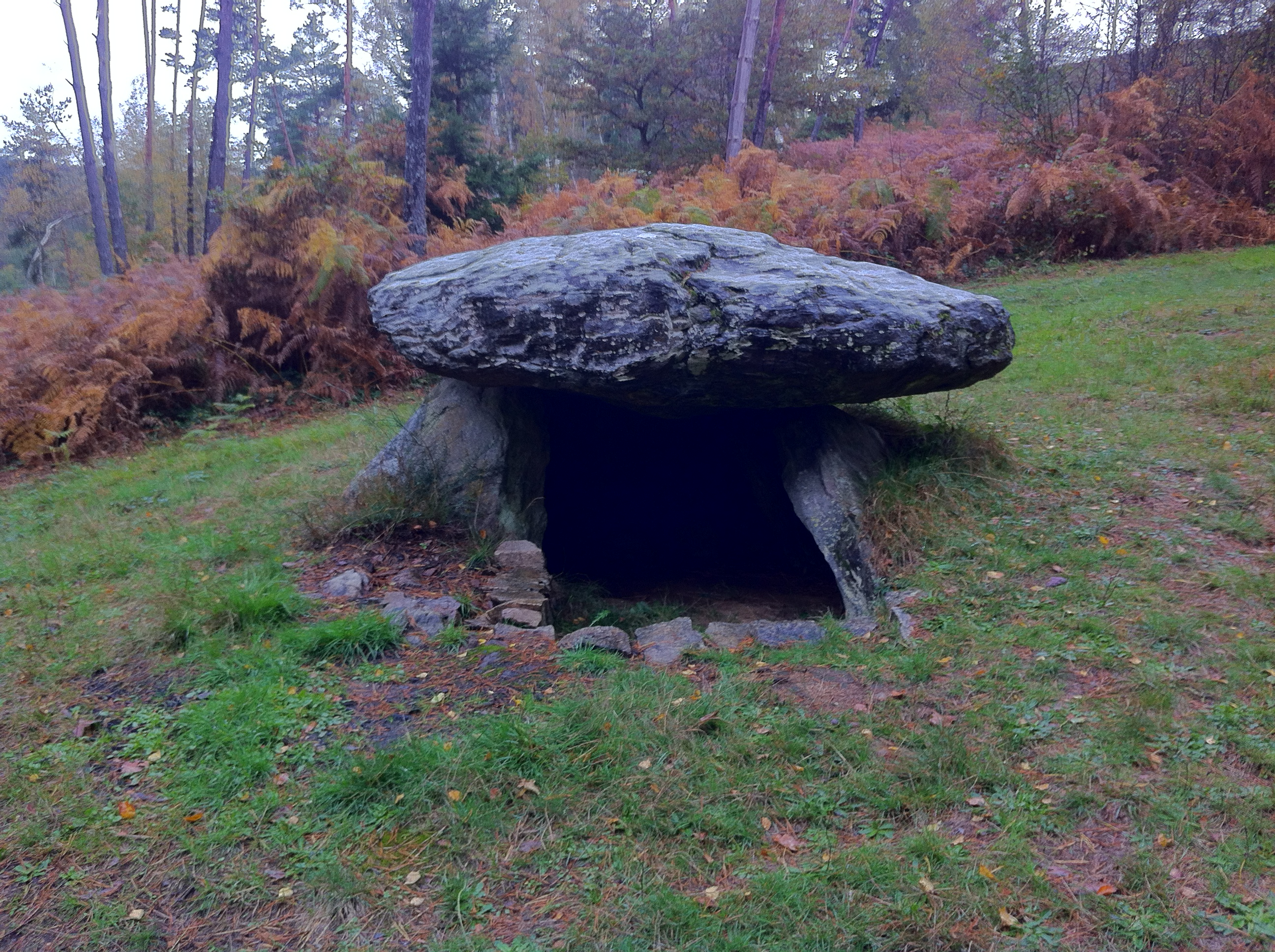
Dolmen La Pierre-Fade

## Lage
Saint-Étienne-des-Champs liegt etwa 45 Kilometer westnordwestlich von Clermont-Ferrand in der alten Kulturlandschaft der Combrailles. Im nördlichen Gemeindegebiet verläuft der Fluss Tyx, im Süden die Ribière. Beide münden in den Sioulet.  Umgeben wird Saint-Étienne-des-Champs von den Nachbargemeinden Condat-en-Combraille im Norden, Combrailles im Nordosten, Puy-Saint-Gulmier im Osten und Südosten, Sauvagnat im Süden und Südosten, Verneugheol im Süden und Südwesten, Voingt im Westen sowie Giat im Westen und Nordwesten.

## Bevölkerungsentwicklung
| Jahr                       | 1962 | 1968 | 1975 | 1982 | 1990 | 1999 | 2006 | 2013 |
| Einwohner                  | 250  | 227  | 183  | 166  | 148  | 135  | 141  | 143  |
| Quellen: Cassini und INSEE |      |      |      |      |      |      |      |      |

## Sehenswürdigkeiten
- Dolmen La Pierre-Fade
- Kirche Saint-Étienne